# Johann Cornies
Johann Cornies (* 20. Juni 1789 in Baerwalde bei Danzig, Westpreußen; † 13. März 1848 in Ohrloff in der Mennonitenansiedlung Molotschna, Ukraine) war ein bedeutender deutschstämmiger Mennonit in Südrussland, der die Landwirtschaft der Mennoniten entscheidend prägte und am Aufbau eines fortschrittlichen Schulwesens mitwirkte. Später wurde er zum wahrscheinlich reichsten Mann Südrusslands.

## Leben
Johann Cornies wurde als Ältester von vier Brüdern geboren. Sein gleichnamiger Vater zog mit seiner Familie in den Jahren 1803–1805 von Westpreußen in die Molotschna, Südrussland. Johann Cornies senior praktizierte als Heilkundler und war somit der erste Arzt der Kolonie.
Johann Cornies junior arbeitete in jungen Jahren zunächst als Knecht bei einem Müller und begann danach mit landwirtschaftlichen Erzeugnissen zu handeln. 1811 siedelte er sich im Dorf Ohrloff an.
In der Folgezeit gelang es ihm die Viehzucht und Landwirtschaft in der Umgebung entscheidend zu verbessern. Seine Initiative brachte den Mennoniten in der Region einen großen wirtschaftlichen Vorsprung vor den anderen deutschen Siedlern. Cornies entdeckte, dass die naheliegende Steppe sich für die Merinoschafzucht eignete, was besonders den nomadisch lebenden Nogaiern zugutekam. Die landwirtschaftlichen Kenntnisse wurden an die umliegenden Dörfer der Russen, Juden und Tataren weitergegeben. Er entwickelte die Methoden, mit denen Getreideanbau in der Steppe möglich wurde. Er konnte die Bewässerung der Felder mit aufgestauten kleinen Flüssen und Teichen regeln. Experimente mit Seidenraupen und Tabak dagegen waren weniger erfolgreich. 1830 gründete Cornies den „Landwirtschaftlichen Verein“ und wurde dessen erster Präsident.
Der Modellbauernhof Juschanlee, den er selbst errichtet hatte, wurde ihm später vom Zaren geschenkt.
Von ebenso großer Wichtigkeit sind seine Erfolge im Aufbau eines funktionierenden Schulwesens. 1820 gründete er den „Christlichen Schulverein“. Cornies setzte eine einheitliche Lehrerausbildung durch, gründete Schulen und führte die allgemeine Schulpflicht ein. Seine 87 allgemeine Regeln über Unterricht und Behandlung der Schulkinder waren wegweisend für das Schulwesen. Der Unterricht wurde auf hochdeutscher Sprache geführt, während die allgemeine Umgangssprache in den mennonitischen Kolonien Südrusslands Plautdietsch war.
Cornies bekam 1825 Besuch von dem russischen Zaren Alexander I, der ihm sehr wohlwollend gegenüberstand. Er war bei den russischen Behörden sehr beliebt; der Fürst Woronzow war oft Gast in seinem Haus. Unter dem Zaren Nikolaus I. wurde Cornies aufgrund seines Lebenswerkes zum korrespondierenden Mitglied des Gelehrtenkomitees des Reichsministeriums in St. Petersburg ernannt. Seine wissenschaftlichen Interessen äußerten sich auch in archäologischen Ausgrabungen, die er in den Steppenhügeln durchführen ließ, wo sich Zeugnisse einer früheren Kultur fanden.
Trotz seines Reichtums blieb Johann Cornies ein einfacher, bescheidener Landwirt, der wie alle anderen Mennoniten in einem einfachen Bauernhaus lebte. Seine Errungenschaften und sein prägender, erzieherischer Einfluss auch auf das Privatleben der Kolonisten, sind jedenfalls unbestritten. Nach seinem Tod im Jahr 1848 errichteten die Einwohner der Ortschaft Ohrloff ein bescheidenes Marmordenkmal auf seinem Grab.